# Ihor Schewtschenko

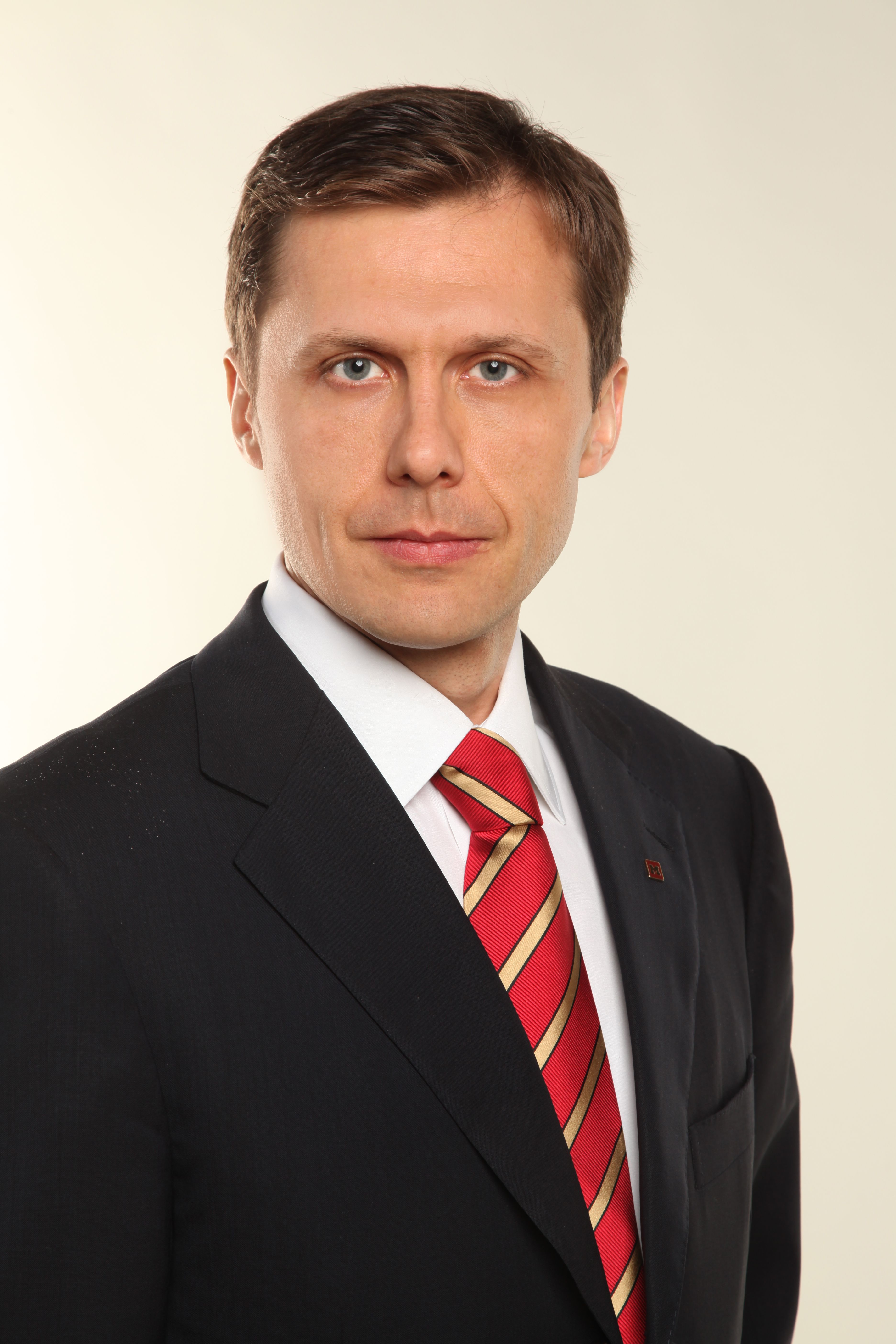
Ihor Schewtschenko 2012

Ihor Anatolijowytsch Schewtschenko (ukrainisch Ігор Анатолійович Шевченко; * 10. Januar 1971 in Oleksandrija, Oblast Kirowohrad, Ukrainische SSR) ist ein ukrainischer Rechtsanwalt und Politiker. Er war vom Dezember 2014 bis zum Juli 2015 Umweltminister der Ukraine.

## Leben
Ihor Schewtschenko kam 1971 als Kind zweier Eisenbahningenieure in der Stadt Oleksandrija zur Welt. Seine Familie zog noch in seinem Geburtsjahr nach Kiew, wo er die Schule besuchte. 1991 beschloss er, Historiker zu werden und begann ein Studium an der historischen Fakultät der Taras-Schewtschenko-Universität Kiew, wechselte jedoch ein Jahr später an die juristische Fakultät derselben Universität.
Er absolvierte 1996 das Institut für internationale Beziehungen an der Taras-Schewtschenko-Universität und erhielt ein internationales Anwaltsexamen. Vor seinem Abschluss studierte er auch zeitweise an Universitäten in Italien und den Vereinigten Staaten. Nach seinem Abschluss arbeitete er als Anwalt und gründete eine eigene Kanzlei. Von 2001 bis 2006 war Berater für ausländische Investitionen des Kiewer Bürgermeisters und 2005, in gleicher Funktion, Berater der Ministerpräsidentin Julija Tymoschenko. Außerdem war er 2008 Mitglied des Sachverständigenrats eines Parlamentsausschusses der Werchowna Rada.

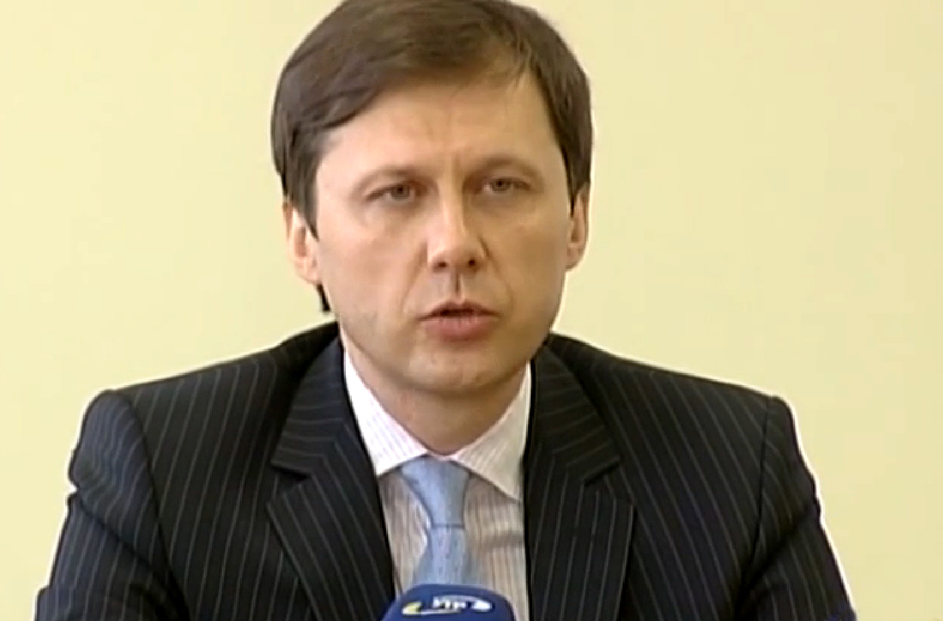
Schwetschenko 2015

Am 2. Dezember 2014 wurde er, in Nachfolge von Andrij Mochnyk, Minister für Ökologie und Naturressourcen der Ukraine im Zweiten Kabinett von Arsenij Jazenjuk. Dieses Amt hatte er bis zu seiner Entlassung durch die Werchowna Rada am 2. Juli 2015 inne.
Schewtschenko ließ sich am 31. Dezember 2018 als Präsidentschaftskandidat für die Präsidentschaftswahl in der Ukraine 2019 registrieren.